# Ginnastica ritmica ai Giochi della XXXII Olimpiade - Concorso a squadre
La competizione del concorso a squadre di ginnastica ritmica ai Giochi della XXXII Olimpiade si è svolto tra il 7 e l'8 agosto 2021 presso lo Ariake Gymnastics Centre di Tokyo. Alla gara hanno preso parte 14 squadre in rappresentanza di altrettante nazioni. Ad una fase eliminatoria è seguita, nel giorno successivo, la finale a cui hanno avuto accesso solo 8 squadre.
L'evento si è concluso con la vittoria della squadra bulgara, mentre la Russia, campionessa olimpica in carico da Rio de Janeiro 2016, ha ottenuto la medaglia d'argento. L'Italia ha chiuso sull'ultimo gradino del podio, vincendo la medaglia di bronzo.

## Format della competizione
La competizione è formata da un giro di qualificazione e una finale. Le prime 8 squadre delle qualificazioni accedono direttamente al girone finale. In ogni round, la singola squadra esegue due routine: una con 5 palle e una con 3 cerchi e 2 paia di clavette, con i punteggi delle singole performance che vengono sommati per conteggiare il totale raggiunto.

## Risultati

### Qualificazione
| Pos. | Squadra                                                                                                   | 5           | 3 + 2       | Totale | Qual. |
| ---- | --- | ----------- | ----------- | ------ | ----- |
| 1    | Bulgaria Simona Djankova Stefani Kirjakova Madlen Radukanova Laura Traets Erika Zafirova                  | 47.500 (1)  | 44.300 (1)  | 91.800 | Q     |
| 2    | ROC Anastasija Bliznjuk Anastasija Maksimova Angelina Škatova Anastasija Tatareva Alisa Tiščenko          | 45.750 (2)  | 43.300 (3)  | 89.050 | Q     |
| 3    | Italia Martina Centofanti Agnese Duranti Alessia Maurelli Daniela Mogurean Martina Santandrea             | 44.600 (3)  | 42.550 (4)  | 87.150 | Q     |
| 4    | Israele Ofir Dayan Yana Kramarenko Natalie Raits Yuliana Telegina Karin Vexman                            | 44.000 (4)  | 40.650 (7)  | 84.650 | Q     |
| 5    | Cina Guo Qiqi Hao Ting Huang Zhangjiayang Liu Xin Xu Yanshu                                               | 41.600 (6)  | 42.000 (5)  | 83.600 | Q     |
| 6    | Ucraina Mariola Bodnarčuk Daryna Duda Jeva Meleščuk Anastasija Voznjak Marija Vysočans'ka                 | 41.450 (7)  | 41.250 (6)  | 82.700 | Q     |
| 7    | Giappone Rie Matsubara Sakura Noshitani Sayuri Sugimoto Ayuka Suzuki Nanami Takenaka                      | 40.400 (8)  | 39.325 (8)  | 79.725 | Q     |
| 8    | Bielorussia Hanna Hajdukevič Anastasija Malakanava Anastasija Rybakova Aryna Cycylina Karyna Jarmolenka   | 36.000 (12) | 43.650 (2)  | 79.650 | Q     |
| 9    | Uzbekistan Kseniia Aleksandrova Kamola Irnazarova Dinara Ravshanbekova Sevara Safoeva Nilufar Shomuradova | 42.100 (5)  | 36.900 (11) | 79.000 | R     |
| 10   | Azerbaigian Laman Alimuradova Zeynab Hummatova Yelyzaveta Luzan Narmina Samadova Darya Sorokina           | 36.700 (10) | 37.650 (10) | 74.350 | R     |
| 11   | Stati Uniti Isabelle Connor Camilla Feeley Lili Mizuno Elizaveta Pletneva Nicole Sladkov                  | 37.850 (9)  | 35.825 (12) | 73.675 |       |
| 12   | Brasile Maria Eduarda Arakaki Déborah Medrado Nicole Pírcio Geovanna Santos Beatriz Silva                 | 35.450 (13) | 37.800 (9)  | 73.250 |       |
| 13   | Egitto Login Elsasyed Polina Fouda Salma Saleh Malak Selim Tia Sobhy                                      | 36.300 (11) | 33.050 (13) | 69.350 |       |
| 14   | Australia Emily Abbot Alexandra Aristoteli Alannah Mathews Himeka Onoda Felicity White                    | 20.850 (14) | 19.500 (14) | 40.350 |       |

Fonte:

### Finale
| Pos. | Squadra                                                                                                 | 5          | 3 + 2      | Totale | Note |
| ---- | --- | ---------- | ---------- | ------ | ---- |
|      | Bulgaria Simona Djankova Stefani Kirjakova Madlen Radukanova Laura Traets Erika Zafirova                | 47.550 (1) | 44.550 (1) | 92.100 |      |
|      | ROC Anastasija Bliznjuk Anastasija Maksimova Angelina Škatova Anastasija Tatareva Alisa Tiščenko        | 46.200 (2) | 44.500 (2) | 90.700 |      |
|      | Italia Martina Centofanti Agnese Duranti Alessia Maurelli Daniela Mogurean Martina Santandrea           | 44.850 (4) | 42.850 (3) | 87.700 |      |
| 4    | Cina Guo Qiqi Hao Ting Huang Zhangjiayang Liu Xin Xu Yanshu                                             | 42.150 (7) | 42.400 (4) | 84.550 |      |
| 5    | Bielorussia Hanna Hajdukevič Anastasija Malakanava Anastasija Rybakova Aryna Cycylina Karyna Jarmolenka | 45.750 (3) | 38.300 (6) | 84.050 |      |
| 6    | Israele Ofir Dayan Yana Kramarenko Natalie Raits Yuliana Telegina Karin Vexman                          | 44.100 (5) | 39.750 (5) | 83.850 |      |
| 7    | Ucraina Mariola Bodnarčuk Daryna Duda Jeva Meleščuk Anastasija Voznjak Marija Vysočans'ka               | 40.350 (8) | 37.250 (7) | 77.600 |      |
| 8    | Giappone Rie Matsubara Sakura Noshitani Sayuri Sugimoto Ayuka Suzuki Nanami Takenaka                    | 42.750 (6) | 29.750 (8) | 72.500 |      |